# Жоффруа Гішар (стадіон)
«Жоффруа Гішар» (фр. Stade Geoffroy-Guichard) — багатофункціональний стадіон у місті Сент-Етьєн. Вміщає 41 965 глядачів. На ньому свої домашні матчі проводить футбольний клуб Сент-Етьєн.
«Жоффруа Гішар» був відкритий 13 вересня 1931 року, перший матч місцевий «Сент-Етьєн» зіграв проти клубу ФК «Ніцца» — 17 вересня.
Стадіон використувується здебільшого для футболу. На ньому відбувались матчі чемпіонату Європи 1984, чемпіонату світу з футболу 1998 та Кубка конфедерації 2003, проходили також матчі з регбі, а саме Кубок світу 2007.
Ще донедавна стадіон вміщував 35 616 глядачів, після ремонту в 2011 році, його місткість зросла до 41 965 тисяч глядачів.

## Опис стадіону
Стадіон є суто футбольним, побудований в англійському стилі — трибуни розташовані впритул до поля. Кожна трибуна має свою назву:
- Трибуна «Шарль Паре» (північна трибуна): 8 541 місць
- Трибуна «Жан Снелла» (південна трибуна): 8 767 місць
- Трибуна «Анрі Пуен» (східна трибуна): 10 315 місць
- Трибуна «П'єр Форан» (західна трибуна): 7 993 місць

Стадіон декілька разів реконструювався від початку своєї побудови. Найбільші реконструкції проходили до Євро-1984 та чемпіонату світу 1998. Місткість стадіону змінювалась наступним чином:

1800 (1931)

5000 (1935)

15000 (1938)

25000 (1957)

39570 (1968)

48274 (у тому числі 22 200 сидячих) (1984)

35616 (всі сидячі) (1998)

## Історія
Стадіон у Сент-Етьєні названий на честь власника казино Жоффруа Гішара.
Будівництво стадіону почалося в 1930 році, замовником виступило місто. Архітектори міста Тьєррі Маєр та Майкл Сайду розробили план будівництва стадіону. За планом стадіон мав 400-х метрову бігову доріжку та трибуни на 1 000 місць. Під трибуною були роздягальні, душові та офіси. Загальна місткість стадіону була близько 1 800 глядачів.
Стадіон відкритий 13 вересня 1931 матчем півфіналу Кубка Франції в якому Канн зазнав поразки за різними джерелами 1:9 або 3:8. У 1936 році, місткість стадіону зросла до 15000 глядачів.
У 1956 році через реконструкцію стадіон перетворився суто на футбольний таким чином спортивні змагання легкої атлетики вже не проводились. Наступного року «Сент-Етьєн» стає вперше чемпіоном Франції, а місткість стадіону вже 30000 глядачів.
1965: встановлені прожектори: є 4 вежі по 60 метрів у висоту: вони залишаються до чемпіонату світу. 17 вересня 1968: північна та південні трибуни перекривають дахом, зовнішній вигляд стадіону залишається незмінним до 1997. У КЄЧ 1968/69 «Сент-Етьєн» проводить перший міжнародний матч проти шотландського Селтік (Глазго), за сумою двох матчів поступається 2:4. Місткість стадіону 40000 місць.
У 1972 на стадіоні з'явились офіси, нові роздягальні.
Значна реконструкцію відбувається до чемпіонату Європи 1984 в 1983 році. Був зведений новий дах над трибуною, що вміщує 15000 глядачів. На стадіоні проходять два матчі чемпіонату:
- Румунія  —  Іспанія 1:1
- Франція  —  Югославія 3:2 (Мішель Платіні зробив хет-трик)

18 жовтня 1994 Сент-Етьєн офіційно обраний для проведення шости матчів чемпіонату світу 1998. Стадіон «пережив» нову реконструкцію: прибрали вежи, оновились гардеробні, роздягальні, встановлений доступ для інвалідів. Оновлений стадіон відкритий 12 травня 1998, за один місяць до відкриття чемпіонату світу.
Невеликі зміни відбулися в 2007 році: стадіон був обраний місцем проведення трьох матчів Кубка світу з регбі 2007 року. Були встановленні два гігантські екрани.
Влітку 2007 року на даху стадіону були встановленні сонячні панелі, одна з компаній взяла на 20 років дах в оренду.
У 2009 році співголови клубу припустив можливість будівництва нового стадіону для домашніх ігор «Сент-Етьєна», це рішення викликало обурення з боку фанів. Було прийнято рішення про реконструкцію стадіону, яка розпочалась в травні 2011 і тривала до червня 2014. Місткість стадіону збільшилась до 42 000 місць, також на стадіоні є ВІП-зона та панорамний ресторан.

## Чемпіонат світу 1998
Матчі, які приймав стадіон:
| Дата           | Збірна #1  | Рахунок            | Збірна #2 | Раунд       |
| -------------- | ---------- | ------------------ | --------- | ----------- |
| 14 червня 1998 | Югославія  | 1-0                | Іран      | Група F     |
| 17 червня 1998 | Чилі       | 1-1                | Австрія   | Група B     |
| 19 червня 1998 | Іспанія    | 0-0                | Парагвай  | Група D     |
| 23 червня 1998 | Шотландія  | 0-3                | Марокко   | Група A     |
| 25 червня 1998 | Нідерланди | 2-2                | Мексика   | Група E     |
| 30 червня 1998 | Аргентина  | 2-2 (4-3 пенальті) | Англія    | 1/16 фіналу |

## Чемпіонат Європи з футболу 2016
Матчі, які приймав стадіон:
| Дата           | Час (CET) | Збірна #1  | Результат      | Збірна #2 | Раунд      | Глядачі |
| -------------- | --------- | ---------- | -------------- | --------- | ---------- | ------- |
| 14 червня 2016 | 21:00     | Португалія | 1-1            | Ісландія  | Група F    | 38,742  |
| 17 червня 2016 | 18:00     | Чехія      | 2–2            | Хорватія  | Група D    | 38,376  |
| 20 червня 2016 | 21:00     | Словаччина | 0–0            | Англія    | Група B    | 39,051  |
| 25 червня 2016 | 15:00     | Швейцарія  | 1–1 (пен. 4:5) | Польща    | 1/8 фіналу | 38,842  |